# Kanton Villiers-le-Bel
Der Kanton Villiers-le-Bel ist seit 1976 ein französischer Wahlkreis im Arrondissement Sarcelles im Département Val-d’Oise und in der Region Île-de-France; sein Hauptort ist Villiers-le-Bel.

## Gemeinden
Der Kanton besteht aus sieben Gemeinden mit insgesamt 65.041 Einwohnern (Stand: 1. Januar 2022) auf einer Gesamtfläche von 53,03 km²:
| Gemeinde               | Einwohner 1. Januar 2022 | Fläche km² | Dichte Einw./km² | Code INSEE | Postleitzahl |
| ---------------------- | ------------------------ | ---------- | ---------------- | ---------- | ------------ |
| Bonneuil-en-France     | 1.179                    | 4,71       | 250              | 95088      | 95500        |
| Bouqueval              | 306                      | 2,81       | 109              | 95094      | 95720        |
| Gonesse                | 26.959                   | 20,09      | 1.342            | 95277      | 95500        |
| Roissy-en-France       | 2.682                    | 14,09      | 190              | 95527      | 95700        |
| Le Thillay             | 4.575                    | 3,94       | 1.161            | 95612      | 95500        |
| Vaudherland            | 102                      | 0,09       | 1.133            | 95633      | 95500        |
| Villiers-le-Bel        | 29.238                   | 7,30       | 4.005            | 95680      | 95400        |
| Kanton Villiers-le-Bel | 65.041                   | 53,03      | 1.226            | 9521       | –            |

Bis zur Neuordnung bestand der Kanton Villiers-le-Bel aus den 2 Gemeinden Arnouville und Villiers-le-Bel. Sein Zuschnitt entsprach einer Fläche von 10,14 km2.

## Bevölkerungsentwicklung
| 1968   | 1975   | 1982   | 1990   | 1999   | 2006   | 2011   |
| ------ | ------ | ------ | ------ | ------ | ------ | ------ |
| 30 233 | 32 961 | 35 338 | 38 333 | 38 405 | 39 963 | 41 165 |